# Europese Literatuurprijs
De Europese Literatuurprijs is een jaarlijkse Nederlandse prijs voor de beste roman die in het voorgaande jaar uit een Europese taal in het Nederlands is vertaald. De prijs werd in 2011 voor het eerst uitgereikt en is een initiatief van het Nederlands Letterenfonds, Academisch-cultureel Centrum SPUI25, weekblad De Groene Amsterdammer en Athenaeum Boekhandel. De prijs wordt mede mogelijk gemaakt door diverse onafhankelijke boekhandels en wordt gesponsord door het Lira Fonds waarbij de schrijver van het bekroonde boek 10.000 euro ontvangt en de vertaler 5000 euro.
Een jury van Nederlandse en Vlaamse kwaliteitsboekhandels selecteert een aantal titels als de beste, vertaalde Europese romans van het afgelopen jaar. Een vakjury maakt de finale keuze.

## Winnaars
- 2011: Marie NDiaye - Drie sterke vrouwen, vertaald uit het Frans (Trois femmes puissantes) door Jeanne Holierhoek
- 2012: Julian Barnes - Alsof het voorbij is, vertaald uit het Engels (The Sense of an Ending) door Ronald Vlek
- 2013: Emmanuel Carrère - Limonov, vertaald uit het Frans (Limonov) door Katelijne de Vuyst en Katrien Vandenberghe
- 2014: Jérôme Ferrari - De preek over de val van Rome, vertaald uit het Frans (Le Sermon sur la chute de Rome) door Jan Pieter van der Sterre en Reintje Goos
- 2015: Jenny Erpenbeck - Een handvol sneeuw, vertaald uit het Duits (Aller Tage Abend) door Elly Schippers
- 2016: Sandro Veronesi - Zeldzame aarden, vertaald uit het Italiaans (Terra rare) door Rob Gerritsen
- 2017: Max Porter - Verdriet is het ding met veren, vertaald uit het Engels (Grief is the Thing with Feathers) door Saskia van der Lingen
- 2018: Johan Harstad - Max, Mischa & het Tet-offensief, vertaald uit het Noors door Edith Koenders en Paula Stevens. De prijs werd op 31 oktober uitgereikt tijdens het Crossing Border Festival.[1]
- 2019: Arno Geiger - Onder de Drachenwand, vertaald uit het Duits door Wil Hansen[2]
- 2020: Ali Smith - Lente, vertaald uit het Engels door Karina van Santen en Martine Vosmaer
- 2020: David Diop - Meer dan een broer, vertaald uit het Frans door Martine Woudt

(in 2020 zij er twee prijzen uitgereikt vanwege het tienjarige bestaan van de prijs.)
- 2021: Saša Stanišić - Herkomst, vertaald uit het Duits door Annemarie Vlaming
- 2022: Agustín Fernández Mallo - Nocilla trilogie: Nocilla Dream, Nocilla Experience, Nocilla Lab, vertaald uit het Spaans door Adri Boon
- 2023: Claire-Louise Bennett - Kassa 19 , vertaald uit het Engels door Karina van Santen en Martine Vosmaer
- 2024: Olga Tokarczuk - Empusion vertaald uit het Pools door Karol Lesman